# Vangueria monteiroi
Vangueria monteiroi là một loài thực vật có hoa trong họ Thiến thảo. Loài này được (Oliv.) Lantz mô tả khoa học đầu tiên năm 2005.